# Boban Bogosavljević
Boban Bogosavljević (serbisch-kyrillisch Бобан Богосаљевић; * 26. April 1988 in Vršac) ist ein serbischer Schachspieler.

## Karriere
Den Großmeistertitel erwarb er im Juli 2008, die erforderlichen Normen erfüllte er bei den serbischen Einzelmeisterschaften 2007 und 2008 sowie im April 2008 beim Mediana-Turnier in Niš. In der bosnischen Premijer Liga spielt Bogosavljević seit 2008 für den ŠK Glasinac Sokolac, mit dem er auch am European Club Cup 2010 teilnahm. Sein bis jetzt größter Erfolg war der Gewinn der serbischen Einzelmeisterschaft 2013 in Vrnjačka Banja.
Bogosavljević nahm mit der serbischen Mannschaft an der Mannschaftseuropameisterschaft 2013 in Warschau teil.

## Verein
Bogosavljević ist seit 2018 für den SV Deggendorf tätig und gehört dort – mittlerweile in der Schachbundesliga – zum Stammpersonal der Bayern.